# ترمس نيفادي
الترمس النيفادي (باللاتينية: Lupinus nevadensis) نوع نباتي يتبع جنس الترمس من الفصيلة البقولية المعروفة بقدرتها على تثبيت النيتروجين الجوي من خلال بكتيريا المستجذرة.
موطنه ولاية نيفادا ومناطق من ولايتي أوريغون وكاليفورنيا الأمريكية.